# 327 г. пр.н.е.
327 (триста двадесет и седма) година преди новата ера (пр.н.е.) е година от доюлианския (Помпилийски) римски календар.

## Събития

### В Македонската империя
- През пролетта Александър Велики се жени за местната бактрийска принцеса Роксана като церемонията е проведена по македонския обичай.[1]
- Александър експериментира с частта от персийския дворцов протокол, която е наричана от гърците проскинезис (покланяне до земята или прострация), но среща решителна съпротива срещу тази практика. Сред главните изразители на тази съпротива е Калистен, който успешно дебатира с опонентите си като в крайна сметка проскинезиса е запазен от Александър, но само за персийските и негръцките му поданици.[2]
- Разкрит е заговор за убийството на Александър, заговорниците, които принадлежат на близкото му обкръжение и са предвождани от Хермолай (син на Сополис), са екзекутирани.[1]Калистен е заподозрян в съучастие в заговора и въпреки липсата на доказателства е арестуван, измъчван и екзекутиран.[1]
- Александър назначава македонски сатрап да управлява долината на Кабул, който да продължи работата по омиротворяването на региона със своите големи гарнизонни сили.[3]
- Александър нахлува в Индия.[4]

### В Римската република
- Консули са Луций Корнелий Лентул и Квинт Публилий Филон (за II път).
- Римляните обсаждат Неапол и самнитския му гарнизон.[5]

## Родени
- Херакъл, извънбрачен син на Александър Македонски и персийската благородничка Барсина (умрял 309 г. пр.н.е.)

## Починали
- Калистен, македонски историк (роден 360 г. пр.н.е.)
- Хермолай, македонски войник и паж на Александър (екзекутиран)